# Don Woods
Don Woods (30 de abril de 1954) é um hacker e programador estadunidense.

## História
Em conjunto com James M. Lyon, enquanto ambos frequentavam a Princeton em 1972, produziu a linguagem de programação INTERCAL. Posteriormente, trabalhou no Laboratório de Inteligência Artificial de Stanford (SAIL), onde, entre outras coisas, tornou-se um dos contatos e contribuintes do Jargon File.
Woods é provavelmante mais conhecido, todavia, por seu papel no desenvolvimento do jogo Colossal Cave Adventure, o qual encontrou acidentalmente num computador do SAIL em 1976. Resolveu então entrar em contato com o autor original, mandando e-mails para todos os crowther@domínio, onde domínio era o nome de todos os (poucos) hosts existentes na Internet (hoje, isso seria considerado spam). William Crowther respondeu à mensagem pouco depois.
De posse da autorização, Woods acrescentou várias melhorias ao adventure e depois distribuiu-o pela internet. O jogo tornou-se muito popular, especialmente entre usuários do PDP-10. Woods abarrotou a caverna criada por Crowther com artefatos mágicos, criaturas e características geográficas, transformando a caverna do Kentucky de Crowther num mundo de fantasia baseado em torno de elementos de RPG. Woods pode assim, num certo sentido, ser considerado um dos progenitores de um gênero inteiro de jogos, adventures e ficção interativa.
Woods ainda continua a trabalhar como programador.